# Campionato argentino di rugby a 15 1952
Il Campionato argentino di rugby a 15 1952  è stato vinto dalla selezione della Provincia di Buenos Aires che ha battuto in finale la selezione della Capital per 6-0.
Parteciparono 9 squadre, tra cui l'esordiente Mar del Plata

## Finale
| Buenos Aires 28 settembre 1952 | Provincia  | 6 – 0 | Capital | Gimnasia y Esgrima |
| \| \| \| \| \| H. Solveyra E. Caffarone A. Palma J. L. Guidi C. Arana R. Giles G. Ehrman L. Allen M. Sarandón R. Ochoa J. S. Morganti (Cap.) E. Domínguez R. Follet C. Swain C. Travaglini. \| Formazioni \| M. A. Miguel Villar D. Evans E. Fernández del Casal R. Bazán K. Green I. Comas P. Felisari C. Bertolotto H. Fiorioli J. O'Farrell J. Piccardo C. Morea M. Lanusse F. Erazun R. Pont Lezica. \| |            | |         |                    |
| |            | |         |                    |
| H. Solveyra E. Caffarone A. Palma J. L. Guidi C. Arana R. Giles G. Ehrman L. Allen M. Sarandón R. Ochoa J. S. Morganti (Cap.) E. Domínguez R. Follet C. Swain C. Travaglini. | Formazioni | M. A. Miguel Villar D. Evans E. Fernández del Casal R. Bazán K. Green I. Comas P. Felisari C. Bertolotto H. Fiorioli J. O'Farrell J. Piccardo C. Morea M. Lanusse F. Erazun R. Pont Lezica. |         |                    |